# NGC 2119
NGC 2119 هي مجرة تتبع كوكبة الجبار. اكتشفها إدوارد ستيفان في 9 يناير 1880.

## روابط خارجية
- NGC 2119 على موقع ويكي سكاي: DSS2, SDSS, GALEX, IRAS, Hydrogen α, X-Ray, Astrophoto, Sky Map, Articles and images